# 新羅曼史系列
新羅曼史系列是光榮（現光榮特庫摩遊戲）的女性向游戏作品群，由公司內以女性工作人員为中心的團隊Ruby Party開發，旗下有《安琪莉可》《遙遠時空》《金色琴弦》《下天之华》等子系列。首作《安琪莉可》于1994年發行，是世界上最早的少女遊戲。
系列不僅包含遊戲，亦有舉辦與作品群相關的聲優見面會活動和周邊商品的發行，也展開了將遊戲內容跨媒體的動畫及漫畫製作。系列歷來以日本當地為作品群的主要市場，遊戲較少推出日語以外的版本。

## 外部連結
- 官方网站 （日語）